# Earophila niveifascia
Earophila niveifascia là một loài bướm đêm trong họ Geometridae.